# 坎索陨击坑
坎索陨击坑（Canso）是火星卢娜沼区内偏东北的一座撞击坑，它东邻克律塞平原，距海盗1号着陆器西面约450公里，中心坐标位于北纬21.6度、西经60.7度，直径27.4公里，其名称取自加拿大新斯科舍省的坎索镇，1988年，被国际天文联合会行星系统命名工作组正式采用。
撞击坑通常有一圈边缘，周围覆盖着喷射物，相比之下，火山坑则一般没有边缘或喷射沉积物。随着陨石坑的增大（直径大于10公里），它们通常会有一座中央峰，这种中央峰是因撞击后坑底反弹所形成。

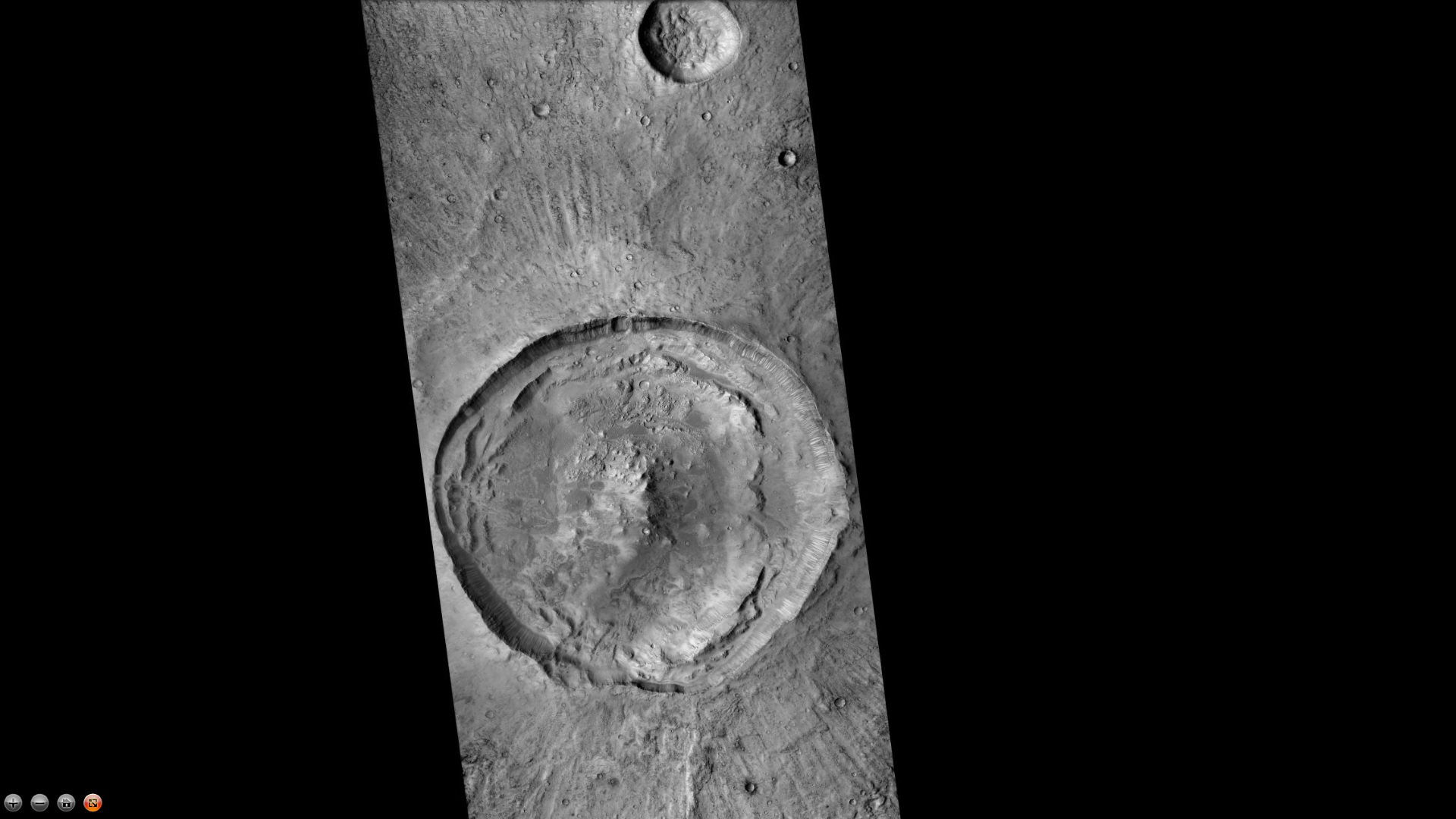
火星勘测轨道飞行器背景相机拍摄的坎索陨击坑。
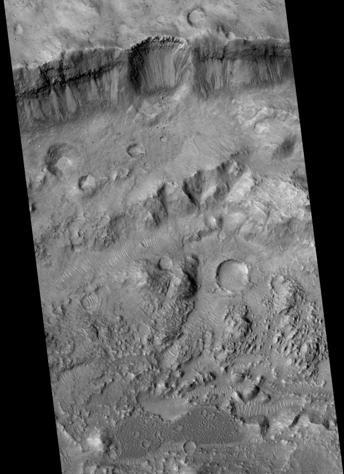
HiWish计划下的高分辨率成像科学设备显示的坎索陨击坑北侧坑壁和坑底。
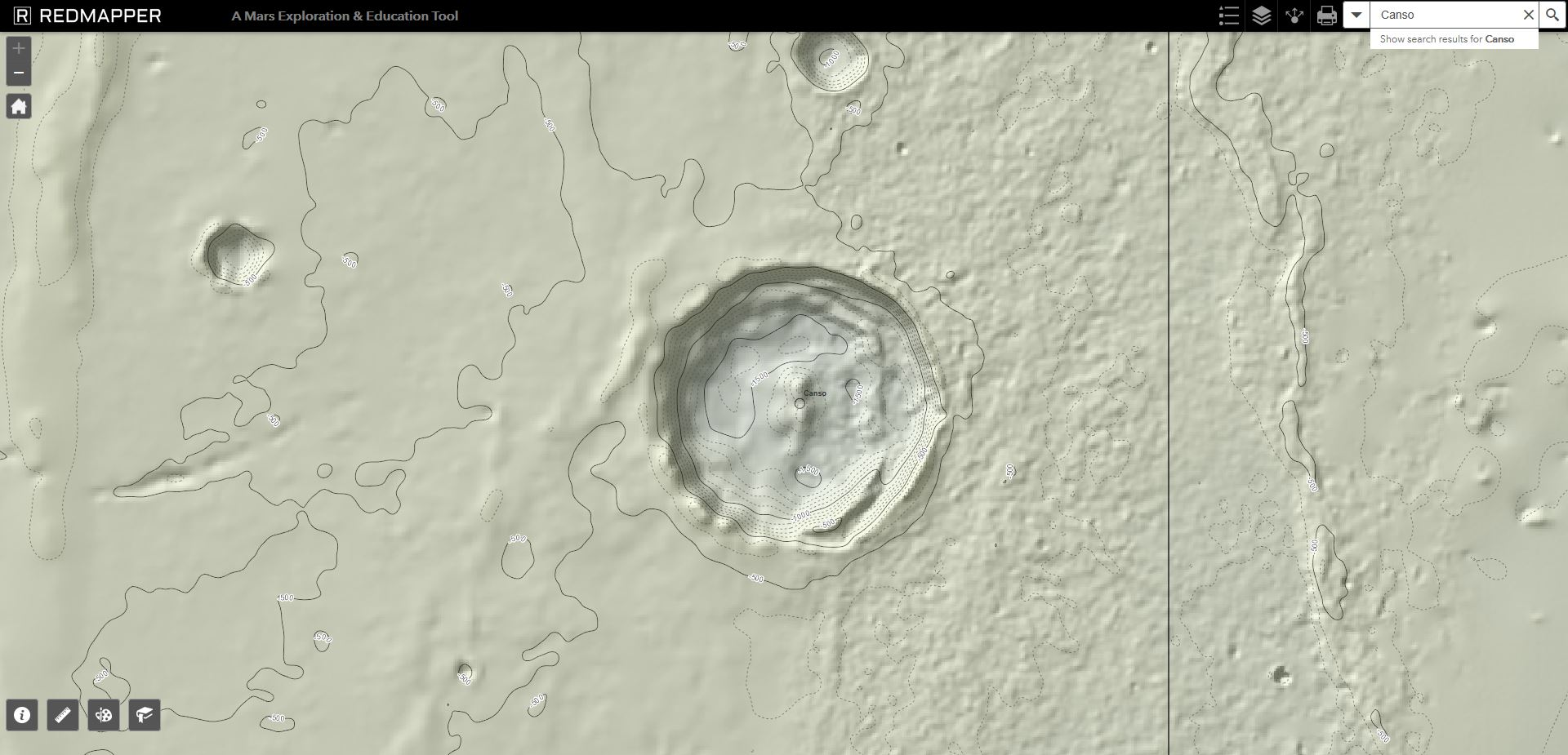
坎索陨击坑地理信息系统数字高程模型地形图。

## 另请查看
- 撞击坑
- 撞击事件
- 火星撞击坑
- 火星矿石资源
- 行星体系命名法